# Périoste

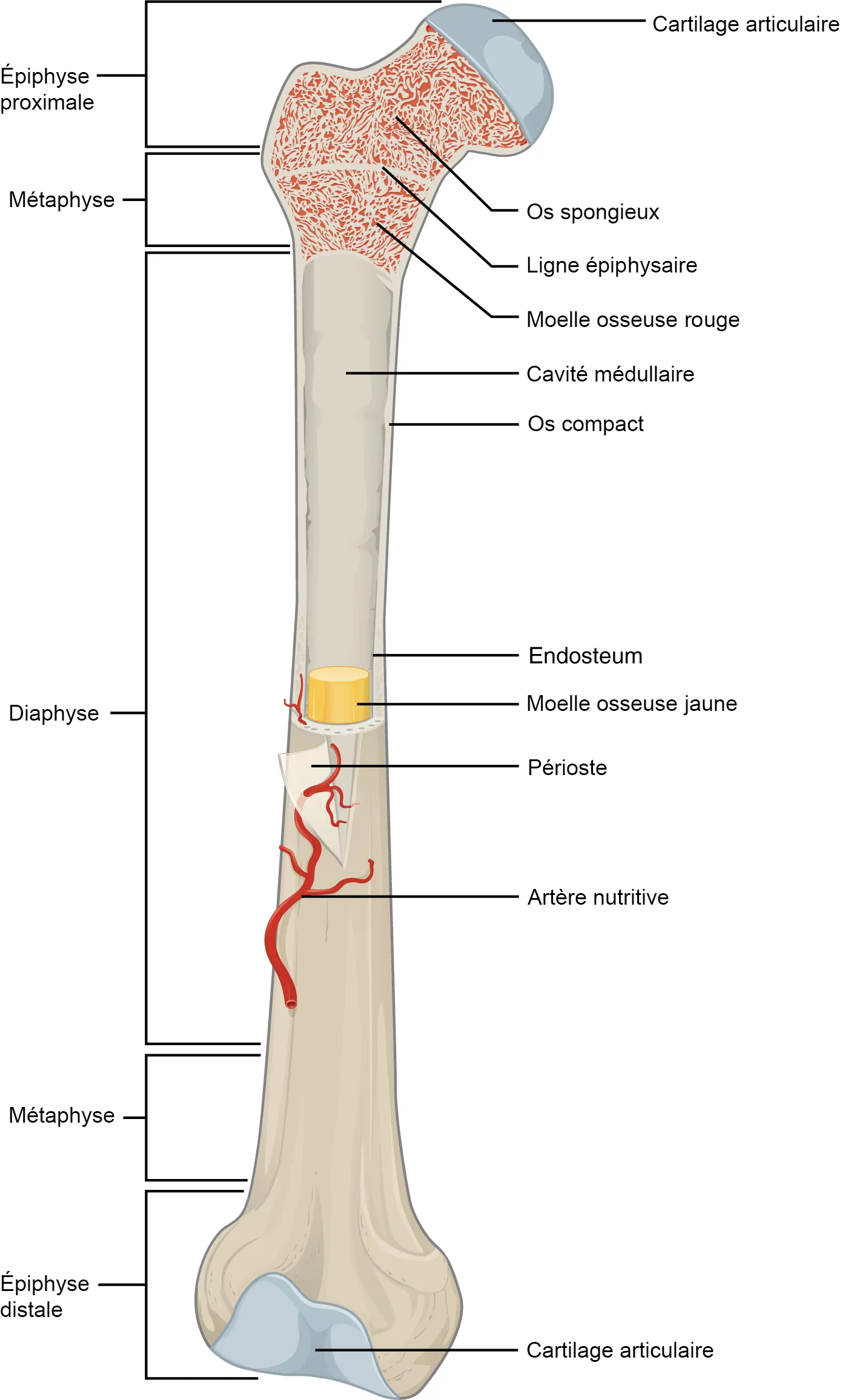
Schéma de l'anatomie d'un os long

Couches des méninges à la peau

Le périoste est un ensemble de couches de la périphérie des os longs et des os plats en dehors des surfaces articulaires (recouvertes de cartilage articulaire). Ces couches assurent la croissance en épaisseur. On parle de « croissance périostée en largeur ».

## Composition
Composé d'une couche externe fibreuse, d'une couche intermédiaire fibroélastique et d'une couche interne ostéoblastique (non fibreuse), ce tissu conjonctif est apte à assurer l'insertion des tendons et ligaments sur l'os. C'est un tissu conjonctif à prédominance fibreuse et non-orienté.
L'ossification primaire périostique qui se développe à partir du périoste, à la périphérie de la diaphyse des os longs, est une ossification de type endoconjonctive (qui comprend aussi l'ossification primaire de la membrane).
Le périoste fait partie des ectoméninges avec la dure-mère, c'est-à-dire qu'il participe à la protection du système nerveux.

## Vascularisation
Les artères qui vascularisent l'os sont dites « artères périostées ». Ce sont aussi elles qui vascularisent le genou humain.

## Chez le fœtus
Lors du développement des os, et quand ces derniers ne sont pas dans un stade de développement optimal, on ne parle pas de périoste, mais de « virole périchondrale ».

## Pathologies, utilisation médicale du périoste
Les ostéoblastes sous-périostés sont actifs jusqu'à la fin de la croissance. Leur hyperactivité entraîne une hyperostose.
Le chirurgien et anatomiste Louis Xavier Edouard Léopold Ollier en 1859 étudie la possibilité d'utiliser la transplantation de périoste pour la production artificielle d'os.
Les entorses ou foulures à répétition liées à une hyperlaxité externe de la cheville peuvent faire l'objet d'un traitement chirurgical (ligamentoplastie au périoste,, chez les sportifs notamment).
La périostite est une inflammation affectant le périoste.